# デリーの鉄柱

デリーの鉄柱

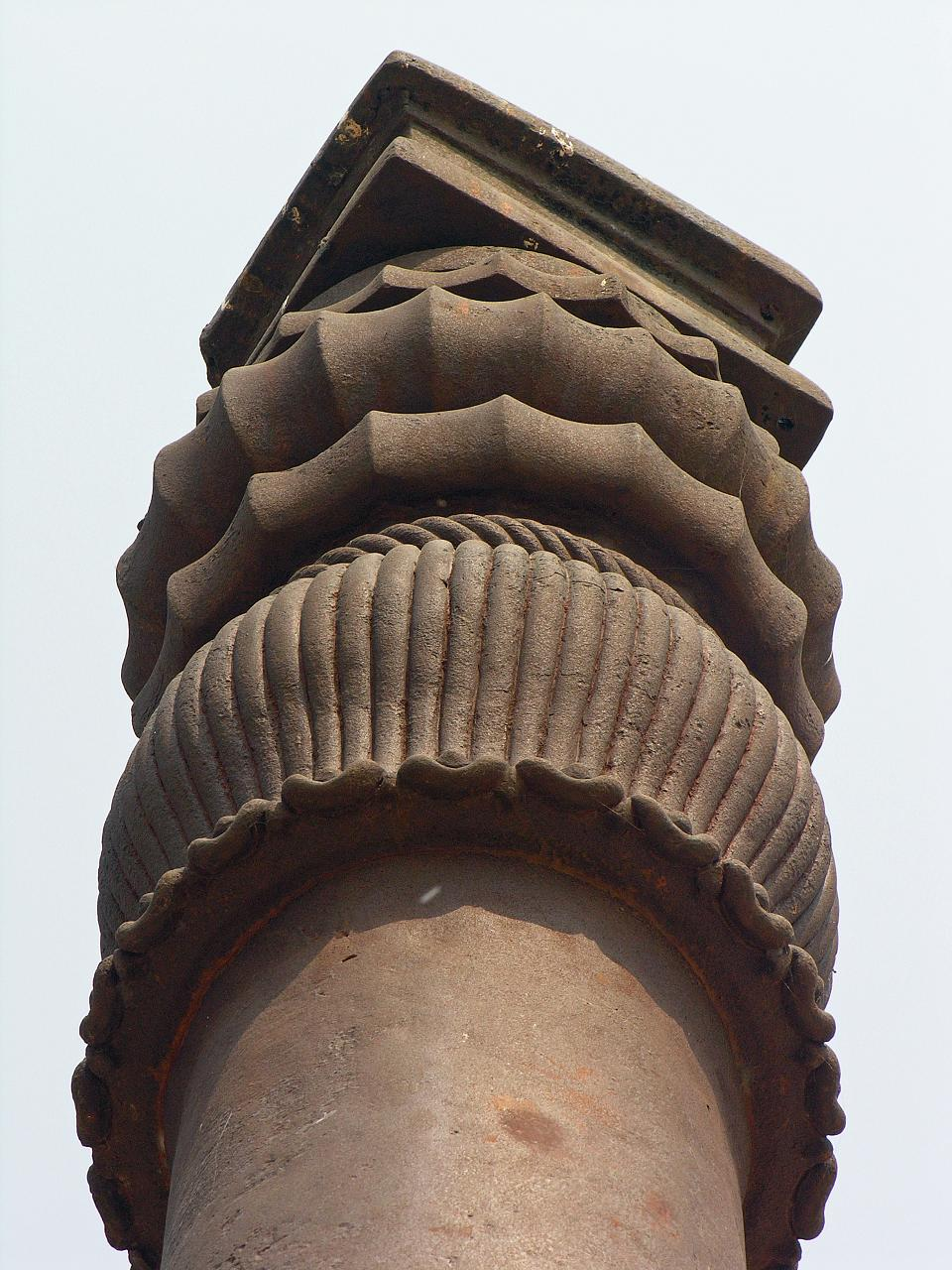
柱上部

デリーの鉄柱（デリーのてっちゅう、लौह स्तंभ）とは、インド・デリー市郊外のクトゥブ・ミナール内にある錆びない鉄柱のこと。チャンドラヴァルマンの柱とも。1993年に「デリーのクトゥブ・ミナールとその建造物群」として世界遺産に登録された。

## 概要
99.72%という高純度な鉄（純鉄）で作られており、表面にはサンスクリット語の碑文が刻まれ、頂上には装飾的なチャクラがあしらわれている。直径は約44cm、高さは約7m、地下に埋もれている部分は約2m、重さは約10トン。
現在はデリー南部郊外メヘラウリー村のイスラム教礼拝所やその他の種類の歴史的建造物が集まったクトゥブ・コンプレックス（Qutb Complex）内にあり、インド有数の観光スポットになっている。グプタ朝時代、紀元415年に建てられたといわれる。1500年以上のあいだ地上部分に限り錆が内部に進行していないことで知られている。錆びない理由としては、鉄柱を覆うリン酸化合物の皮膜が存在することで錆に強い特性が生まれたと考えられている。
一般に『アショーカ王の柱』と呼ばれているが、アショーカ王の建てたものではなく、アショーカ王より700年近くも後のグプタ朝・チャンドラグプタ2世に比定される王名が刻まれていることからグプタ朝初期に建造されたものと考えられている。この鉄柱はウダヤギリ石窟群の前に立てられていたが、13世紀にデリーへと移された。
ダマスカス鋼で作られているとも言われているほか、この鉄柱のように錆びない鉄を目指す研究からステンレスが生まれた、との説も見られる。

## 鉄柱が錆びない理由

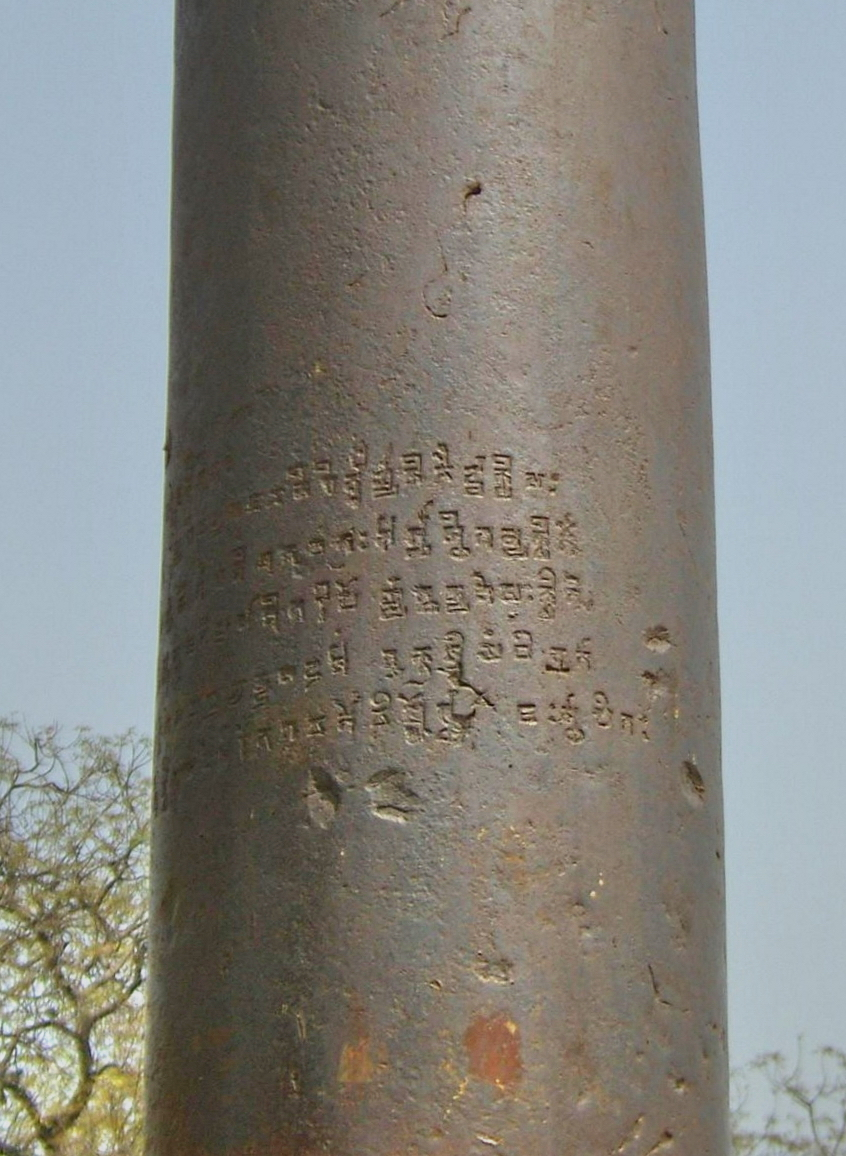
表面に刻まれたサンスクリットの碑文

自然界において不安定な鉄（Fe）は酸素を取り込む。鉄鉱石はFe2O3 、Fe3O4など酸化鉄の状態で安定する。精錬した鉄も同様であり、その過程で生じる酸化鉄が錆である。
現代では錆びない鉄として1913年に開発されたステンレス鋼などがあるが、加熱しながら鍛えた鉄が錆びにくいことは古くから経験上知られていた。熱を加えて叩くことにより、不純物が外側に押し出され鉄の純度があがり、内部では再結晶化が促進される。古代における鍛造の錆びない鉄はダマスカス鋼が有名であり、デリーの鉄柱の材質もこれではないかと言われている。ただし、ダマスカス鋼も全く錆びないわけではない。日本刀も同様に鍛造で錆びにくくなった鉄の例であるが、手入れを怠ればやはり錆を生じる。
デリーの鉄柱が錆びない理由として「純度の高い鉄製だから」という説明がされることがあるが、これは誤りである。金属工学の専門家、インド工科大学のバラスブラマニアム博士によれば、99.72%の純度ならば50年ほどで錆びるという。また鉄は酸素と水があると容易に酸化するので、比較的乾燥している地域では酸化しにくいといえる。とはいえ、1500年の間風雨に曝されながら錆びなかった理由は、鉄の純度の高さではなくむしろ不純物の存在にあるという仮説が有力である。

インドで産出される鉄鉱石にはリン（P）が比較的多く含まれている。また、インドでは鉄を精製する際にミミセンナというリンを含む植物を加えていた記録があるという。リンを豊富に含んだ鉄を薄い円盤状にして加熱しながら叩くと、鉄の表面はリン酸化合物で覆われる。その円盤を積み重ねてさらに叩いて一体化させれば、鉄柱の表面がリン酸化合物でコーティングされ、錆に強い鉄柱が完成するという。この説の詳細は、日本テレビ『特命リサーチ200X』で紹介された。
また、「この柱は地中深くに達し、地中を支配する蛇の王ヴァースキ（Vasuki）の首に刺さっている」という伝承があり、かつては観光客たちがその不思議な力にあやかろうと柱を触ったり、中には上までよじ登った者もいるという。現地の人々は体に油を塗って太陽光線から肌を守る習慣があり、その油が柱につくことによって錆を防いでいるのではないかという説もあるが、人の手が触れる鉄柱の下腹部が赤茶けてきたために、1997年に柱を保護するための柵囲いが設けられたため、それ以降は人が直接触れることは出来ない。